# Оберто II ди Биандрате
Граф Оберто II ди Биандрате (на италиански: Oberto II di Biandrate или Uberto o Umberto II) e италиански участник в Четвъртия кръстоносен поход и временно регент на Кралство Солун през 1207 – 1209 година.

## Биография
Оберто е син на граф на Биандрате Оберто I. Произлиза от Ломбардия, провинция Новара в Пиемонт. Участва в свитата на неговия роднина маркграф Бонифаций Монфератски в Четвъртия кръстоносен поход (1202 – 1204). Маркграфът става след завладяването на Константинопол крал на ново образуваното Кралство Солун и пада убит през 1207 г. в боеве против българите. Новият крал става неговият малолетен син Деметрий под регентството на майка му Маргарита Унгарска. Оберто от Биандрате поема като един от най-близките на Бонифаций службата на баил и става негов регент. Той отстранява фактически кралицата-майка Маргарита от уптравлението на краството. Той има при това подкрепата на ломбардските рицари, които са се заселили в Солун с Бонифаций Монфератски. Оберто с Амадео Буфа веднага се разбунтува против латинския император Хенрих Фландърски и се усъмнява в правото на наследника Деметрий. Той и неговите привърженици фаворизират най-големия син на Бонифаций, маркграф Вилхелм VI Монфератски, за легитимен крал, който обаче е в Италия. Маргарита извиква помощ от император Хенрих Фландърски против Оберто, който през зимата 1208 г. тръгва против Солун. Понеже Оберто му отказва неговото влизане и своята почит, императорът трябва да прекара студената зима пред вратите на града в палатка във военния му лагер. Едва след като му обещал признаването на цялата земя от Дирахиум до Бяло море, от Вардар до Адриатическо море и коридора от Черно море и западно от Филипопол, както и владението на Беотия и Ахея за кралството, императорът могъл да влезе в Солун през началото на 1209 г. Императорът нарежда веднага да хванат Оберто и под пазенето на Бертолд II фон Каценелнбоген го затваря в замъка на Сяр. На 9 януари 1209 г. Деметрий е коронован лично от императора за крал на Солун и през началото на май 1209 г. в свикания парламент в Равеника той дава княжествата Беотия и Ахея под директното владение на Империята.
Бунтуващите се ломбарди, които не се подчиняват на императора в Равеника, се окрепяват в замъка Кадмея в Беотия. На 8 май 1209 г. императорът успява да превземе Кадмеия и да подчини ломбардите, въстанието е потушено. Към края на същия месец Оберто е освободен от неговия затвор и отива в Евбея (Негропонт). След като не успява да започне ново въстание и неговият бивш поддръжник Равано дале Карцери му отказва помощта си, той се връща в италианската си родина в двора на маркграф Вилхелм VI Монфератски.
Последно той е споменат като участник в експедицията на Вилхелм VI Монфератски, който през 1224 г. се опитва да превземе отново Солун от Теодор I Комнин Ангел от Епирското деспотство. По слухове той отровил латинския император Хенрих Фландърски през 1216 година.